# ناحیه پیشاور
ناحیه پیشاور (به انگلیسی: Peshawar District) یک ناحیه در پاکستان است که در خیبر پختونخوا واقع شده‌است. ناحیه پیشاور ۱٬۲۵۷ کیلومتر مربع مساحت و ۴٬۲۶۹٬۰۷۹ نفر جمعیت دارد.